# 하유정
하유정(1989년 12월 26일~)은 대한민국 여자 배구 선수이다. 개명 전 이름은 하준임(河俊任). 왼손잡이 공격수로 원래 포지션은 라이트였으나 좋은 모습을 보여 주지 못했다. 어창선 감독이 부임한 후 감독의 권유로 센터로 전격 전향하여 장신의 이점을 살려 좋은 모습을 보여 주었다. 2007-2008 시즌 드래프트에서 1라운드 3순위에 지명되어 한국도로공사 배구단에 입단하였다. 눈동자가 탤런트 이나영을 닮아 별명이 이나영이 되었으며, 선천적으로 눈 밑에 검은 다크 서클이 있어 배구팬들에게 '팬더'라는 애칭을 받기도 했다.

## 국가대표 경력
- 2005년 세계유스선수권대회 출전
- 2012년 런던올림픽 출전

## 수상 경력
- V-리그 기량발전상: 2009